# Albert Oeser

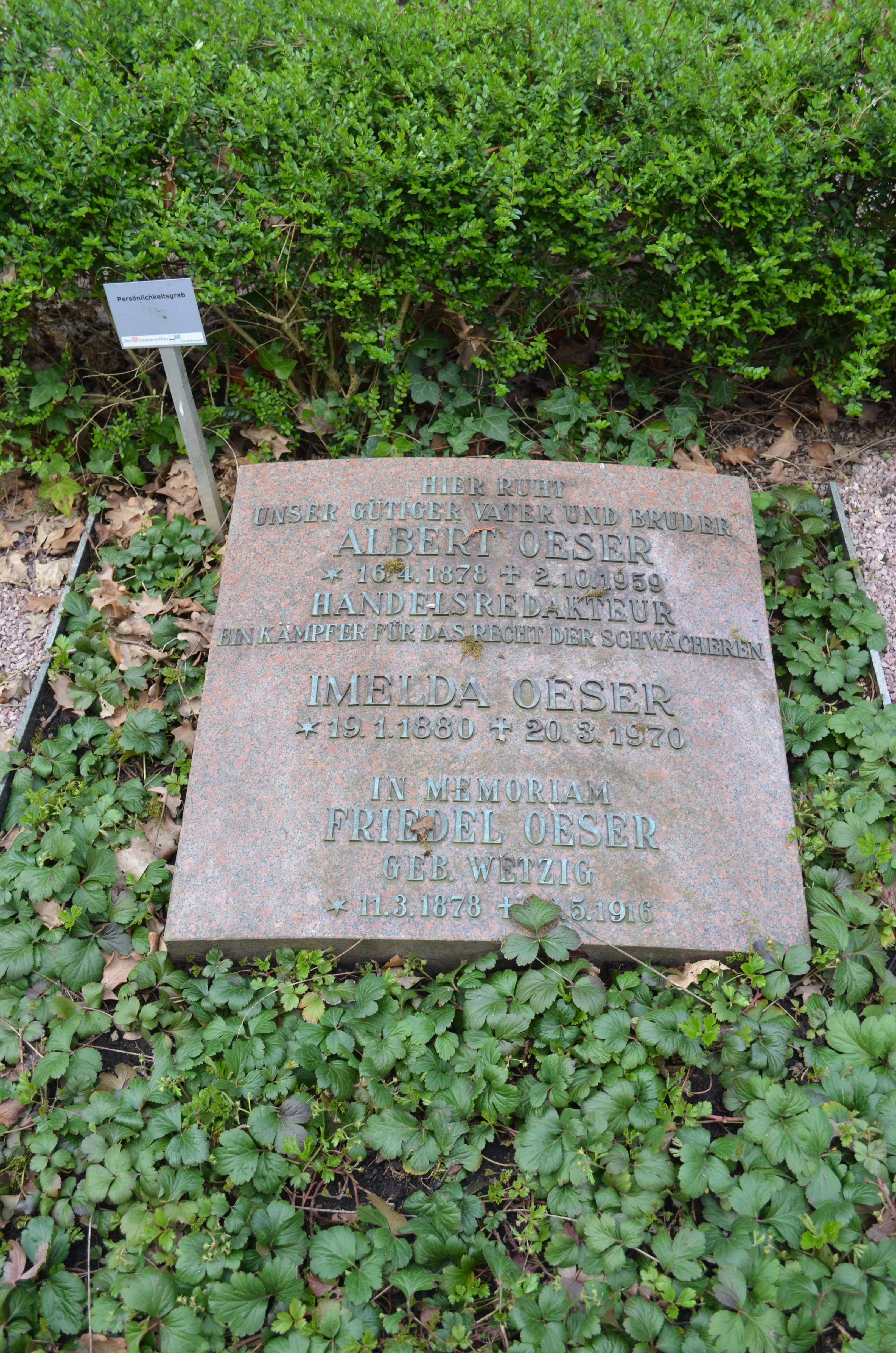
Grab von Albert Oeser

Albert Oeser (* 16. April 1878 in Heilbronn; † 2. Oktober 1959 in Frankfurt am Main) war ein deutscher Wirtschaftsjournalist.

## Werdegang
Oeser besuchte die Realschule in Chemnitz und Crimmitschau und absolvierte eine Banklehre in Leisnig. Nach Banktätigkeiten in Hannover und Hamburg kam Oeser 1902 als Redakteur und Korrespondent zur Frankfurter Zeitung, deren Handelsredaktion er 1904 bis 1926 als Korrespondent in Berlin vertrat. 1926 wurde er mit der Leitung des Handelsteils betraut. 1938 wurde er aus politischen Gründen pensioniert, blieb aber für die FZ bis zu ihrem Verbot im August 1943 tätig. Nach Ende des Zweiten Weltkriegs gehörte er zu den Gründern der Zeitschrift Die Gegenwart.

## Ehrungen
- 1953: Großes Verdienstkreuz der Bundesrepublik Deutschland